# Долгинцевский район
Долги́нцевский райо́н (укр. Довги́нцівський райо́н) — административно-территориальная единица, район в юго-восточной части Кривого Рога. Код КОАТУУ — 121103640.

## История
Долгинцевский район города Кривой Рог был образован Указом Президиума Верховного Совета Украинской ССР от 7 декабря 1979 года за счёт территорий Дзержинского, Жовтневого, Ингулецкого и Саксаганского районов.
Название получил от посёлка Долгинцево железнодорожной станции Кривой Рог-Главный ранее носившей имя Долгинцево.

## Население
Численность населения на 1 декабря 2014 года составляла 100 986 человек.

### Языковой состав
Родной язык населения по данным переписи 2001 года:
| Язык       | Численность, чел. | Доля     |
| ---------- | ----------------- | -------- |
| Украинский | 73 809            | 72,15 %  |
| Русский    | 26 671            | 26,07 %  |
| Другое     | 1 826             | 1,78 %   |
| Итого      | 102 306           | 100,00 % |

## Характеристика
Долгинцевский район граничит с Покровским районом на севере, Саксаганским районом на западе, Металлургическим районом на юго-западе.
Площадь района — 5305 гектаров.
В районе расположено 10 324 дома.
Жилые районы и исторические местности:
Долгинцево, Суворово, Восточный-1, 2, 3, Дружба, Развилка, Зализничное, Травневое, Незалежное, Военный городок — 33, Калинино и Цементников (Цемпосёлок), Автовокзал, Кольцо Косиора, Ласточка.
Главные улицы:
Проспект Гагарина, Днепровское шоссе, ул. Соборности, ул. Серафимовича.
Границы района:
ул. Александра Васякина (граница с Металлургическим районом).
Всего в районе функционирует:
- учебно-воспитательных учреждений — 41
- коммунальное учреждение (далее — КУ) «Приют для детей „Пролисок“»
- КУ «Городская музыкальная школа № 11»
- библиотек — 8
- лечебных учреждений — 6
- санитарно-эпидемиологические станции — 2
- банковских учреждений — 25
- почтовых отделений — 10
- РФСК «Локомотив»
- ТРК «Рудана»
- КУ «Территориальный центр социального обслуживания пенсионеров и одиноких нетрудоспособных граждан Долгинцевского района»
- промышленных предприятий — 6
- строительных организаций — 4
- предприятий железнодорожного транспорта — 11
- КП «Городской троллейбус»
- КП «Криворожкнига»[3][4]

## Транспорт
На территории района находится железнодорожная станция Кривой Рог-Главный, действует Криворожская дирекция железнодорожных перевозок — обособленное структурное подразделение Приднепровской железной дороги с государственной формой собственности.

## Достопримечательности
- Парки: Юбилейный, «Дружба», имени Гутовского, Железнодорожников (Ярущина могила, Братская могила погибших советских воинов и подпольщиков);
- Долгинцевский дендропарк;
- Храм Александра Невского;
- Костёл Успения Пресвятой Девы Марии;
- Старейшая криворожская школа № 88;
- Вокзал станции Кривой Рог-Главный;
- Стадион «Локомотив»;
- Братская могила батуринцев;
- Памятник воинам-водителям БМ-13 «Катюша»;
- Братская могила советских воинов (Южно-Долгинцевское кладбище)
- Братская могила советских воинов (Зализничное).